# Àlex Gorina i Macià
Àlex Gorina i Macià (Barcelona, 7 de desembre del 1952) és un crític de cinema i presentador a Televisió de Catalunya i Catalunya Ràdio. També va ser director del Festival Internacional de Cinema de Catalunya de Sitges.
Va fer els seus estudis als jesuïtes de Sarrià, i els Estudis Universitaris a Filosofia i Lletres de la llavors recent creada Universitat Autònoma de Barcelona, al Monestir de Sant Cugat. Va renunciar a continuar amb el negoci familiar per dedicar-s'hi a la crítica cinematogràfica. Es va introduir en el món del cinema gràcies a Jaume Figueras i la secció del Consultori de Mr. Belvedere de la revista Fotogramas.
Primer va treballar amb Figueras, Antoni Kirchner i Pablo López a l'empresa Círculo A, introductora del cinema d'art i assaig en versió original subtitulada a Catalunya, programant sales com el Publi, l'Alexis, l'Arcadia, el Studio Atenas, el CAPSA, els Casablanca, el Maldà i les sales de repertori Cinema Loreto y Cinema Céntrico, tots a Barcelona.
A la ràdio, ha presentat i dirigit diferents programes, però especialment La finestra indiscreta d'informació cinematogràfica i participació dels oients, des de 1986, i també Més enllà de mitjanit les matinades d'estiu del 1992 al 1996 (una barreja de vivències cinematogràfiques i aventures dels oients) així com Germans de Lluna, un programa de ràdio que Àlex Gorina va dirigir i presentar els estius de 1997, 1998 i 1999 a Catalunya Ràdio, un programa obert a parlar de qualsevol tema cultural i sentimental.
A la televisió ha col·laborat en diversos espais, especialment el Com a casa de Mari Pau Huguet, abans de presentar els espais Klaatu Barada Niktó i Nous Clàssics, i Sala 33, dedicat a la divulgació del cinema català. És col·laborador de la revista setmanal Guía del Ocio de Barcelona des del seu primer número.
El 29 de novembre de 2014 debutà al teatre amb l'obra Watching Peeping Tom, al Festival Temporada Alta, dirigit per la seva filla, la directora teatral Alícia Gorina.